# Maria Neustift
Maria Neustift ist eine Gemeinde mit 1628 Einwohnern (Stand 1. Jänner 2024) im Bezirk Steyr-Land in Oberösterreich.

## Geografie
Maria Neustift liegt im Traunviertel, direkt an der Niederösterreichischen Landesgrenze, zwischen dem Oberösterreichischen Ennstal und Ybbstal.
Die Ausdehnung beträgt von Nord nach Süd 11 km, von West nach Ost 10,5 km. 32,2 % der Fläche sind bewaldet, 62,6 % landwirtschaftlich genutzt.
Das Gemeindegebiet wird zu den Oberösterreichischen Voralpen gerechnet, ortsüblich zu den Enns- und Steyrtaler Flyschbergen, die südlichen Teile gehören zu den Enns- und Steyrtaler Voralpen. Es erstreckt sich im Zentrum über den oberen Neustiftgraben, im Norden bis in das obere Kleinramingtal und an den Spadenberg (1205 m ü. A.), im Süden an den Lindauer Berg (1084 m ü. A.) und Reutkogel (1025 m ü. A.), Vorbergen des Feichteck-Massivs.

### Gemeindegliederung
Das Gemeindegebiet umfasst nur eine Ortschaft und einen Zählsprengel, Maria Neustift. Bis Anfang der 2000er wurden die Ortschaften Neustift (Hauptort), Buchschachen (westlich), Dörfl (östlich), Grub (nordöstlich), Blumau (ganz im Norden), Hofberg (südlich) und Platten (ganz im Süden) geführt, sämtlich Streusiedlungen.
Katastralgemeinden sind Blumau, Buchschachen, Dörfl und Platten.
Die Gemeinde gehört zum Gerichtsbezirk Steyr. Vor 1. Jänner 2014 war sie Teil des Gerichtsbezirks Weyer.

### Nachbargemeinden
| St. Ulrich bei Steyr | St. Peter in der Au (Bez. Amstetten, NÖ)    | Ertl (Bez. Amstetten, NÖ)                |
| ∗                    | Kompassrose, die auf Nachbargemeinden zeigt | Waidhofen an der Ybbs (Statutarstd., NÖ) |
| Großraming           |                                             | Gaflenz                                  |

∗ Laussa grenzt durch ein kleines Stück Grenze St. Ulrich–Großraming am Spadenberg nicht an.

## Geschichte
Ursprünglich im Ostteil des Herzogtums Bayern liegend, gehörte der Ort seit dem 12. Jahrhundert zum Herzogtum Österreich. Seit 1490 wird er dem Fürstentum Österreich ob der Enns zugerechnet. Neustift war ebenso wie Ebersegg, Pfriemreith und Windhag ein freies Amt der Herrschaft Steyr.
Während der Napoleonischen Kriege war der Ort mehrfach besetzt.
Die Gemeinde wurde 1851 gegründet, bis 14. Oktober 1934 hieß sie Neustift (Weyer).
Seit 1918 gehört der Ort zum Land Oberösterreich. Nach dem Anschluss Österreichs an das Deutsche Reich am 13. März 1938 gehörte der Ort zur Landeshauptmannschaft Oberdonau bzw. ab 1. Mai 1939 zum Reichsgau Oberdonau. Nach 1945 erfolgte die Wiederherstellung Oberösterreichs.

### Entstehungssage
Zwei verfeindete Brüder – der Herr von Gleiß (bei Sonntagberg) und der Herr von Hartweigstein (Burg Hinterhaus bei Ertl) – trafen in der Gegend um das heutige Neustift im Kampf aufeinander. Der Herr von Hartweigstein drohte zu unterliegen, geriet in große Gefahr und versprach im Falle der Rettung eine Kirche zu erbauen. Daraufhin fiel plötzlich Nebel ein, in dessen Schutz er entkommen konnte. Die Vorbereitungen zum Bau der Kirche wurden getroffen; vom zunächst vorgesehenen Platz (am Freithofberg) wurde jedoch abgegangen, nachdem Raben die Holzspäne an einen anderen Ort trugen und man sie mitten im Sommer mit Schnee bedeckt dort wiederfand, wo heute die Kirche steht.

## Hauptort der Gemeinde
Hauptort der Gemeinde ist das Dorf Maria Neustift. Es befindet sich 19 Kilometer südöstlich von Steyr und 13 km südwestlich von Waidhofen an der Ybbs. Es liegt auf einem Riedel zwischen dem Neustiftgraben im Süden und dem Höllgraben im Norden, auf um die 610 m ü. A. Höhe. Der Ort umfasst gut 110 Adressen. Er gehört zur Katastralgemeinde Buchschachen.
| Buchschachen                          |                                             | Grub  |
|                                       | Kompassrose, die auf Nachbargemeinden zeigt | Dörfl |
| Neustiftgraben (auch Gem. Großraming) | Hofberg                                     |       |

Um 1124 erbaute das Benediktinerstift Garsten eine kleine Kapelle, Vorläufer der heutigen Marienkirche (eigentlich Oswald), einem wichtigen regionalen Wallfahrtsort. 1280 wurde die Gegend ein freies Amt. 1313 waren hier 8 Häuser urkundlich. 1490 wurde eine gotische Hallenkirche gebaut. Das Dorf ist der Kirchweiler, noch Anfang des 19. Jahrhunderts hatte es nur einige Häuser mit ein paar umliegenden Gehöften, zusammen um die 40 Häuser mit gut 200 Einwohnern. 1886 wurde die Kirche neogotisch neu errichtet.
Ursprünglich hieß der Ort Neustift, mit der Änderung des Gemeindenamens 1934 Maria Neustift.
Die zugehörige Ortschaft Neustift wird seit Anfang der 2000er nicht mehr geführt. Eine stärkere Ortsentwicklung setzte erst in den 1980ern ein.

## Kultur und Sehenswürdigkeiten

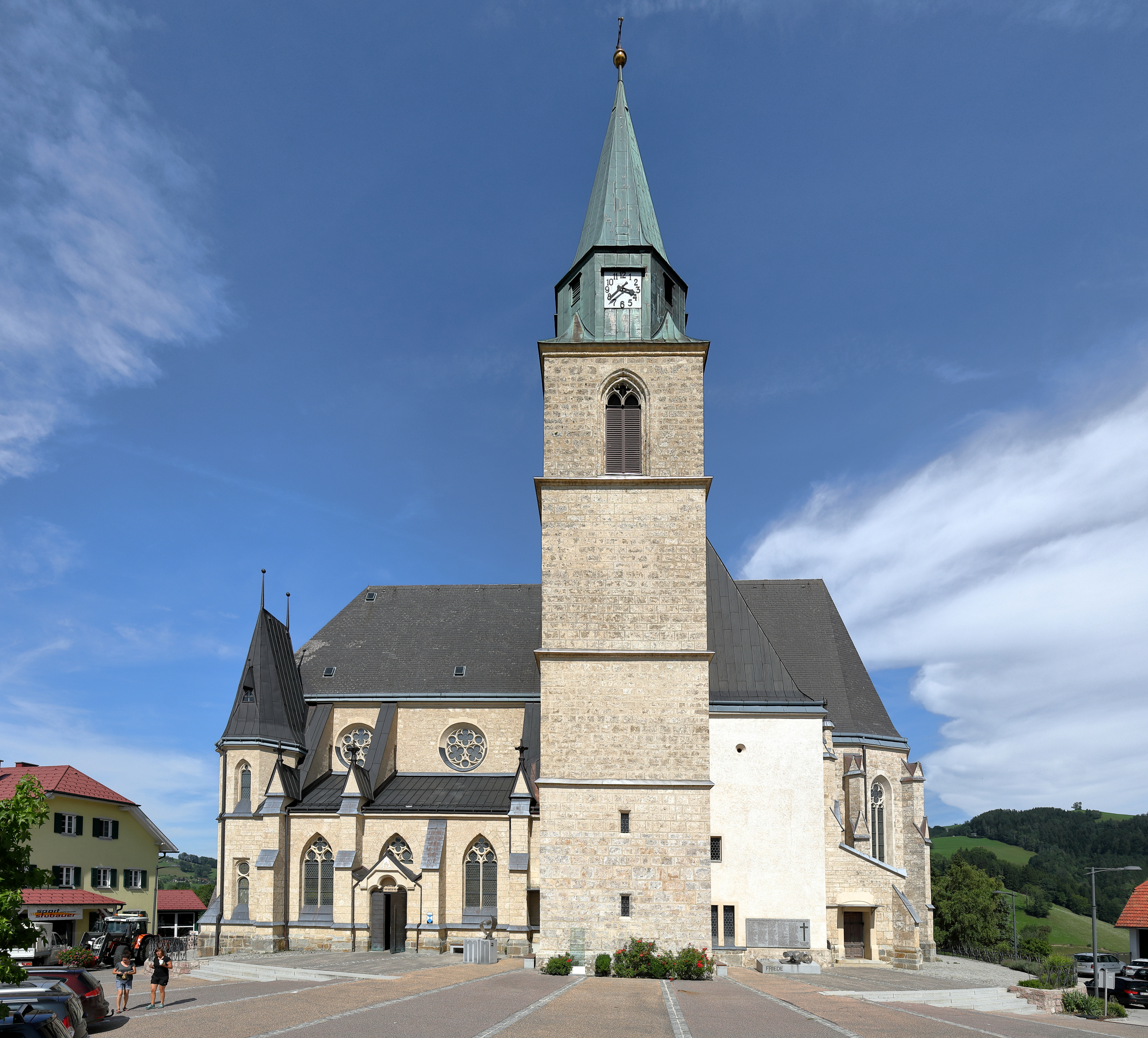
Pfarrkirche Maria Neustift

- Katholische Pfarrkirche Maria Neustift Maria, Heil der Kranken: Ursprünglich eine geostete, spätgotische Kirche aus dem Ende des 15. Jahrhunderts. Nach schweren Sturmschäden entschloss man sich 1886 zum Neubau der Kirche. Ab 1891 wurde nach Plänen des Architekten Raimund Jeblinger in Nordsüdrichtung ein neues Langhaus mit Chorraum in neogotischem Stil errichtet und am 29. September 1898 von Diözesanbischof Franz Maria Doppelbauer feierlich geweiht. Der Chorraum von der Vorgängerkirche blieb erhalten und wurde als östliche Seitenkapelle integriert. Der mächtige Turm stammt ebenfalls von der Vorgängerkirche und erhielt 1931 einen neuen Turmhelm.
- Heilsweg auf der Alberhöhe, der einen Pilgerweg mit gestalteten Stationen darstellt.[5]

## Wirtschaft und Infrastruktur
Maria Neustift ist eine stark vom ländlichen Raum geprägte, kleinstrukturierte Agrar-Gemeinde mit ca. 170 landwirtschaftlichen Betrieben (davon 90 im Vollerwerb, 80 im Nebenerwerb) sowie etwa 20 Gewerbebetrieben.
Seit dem Jahre 1999 führt die Gemeinde Maria Neustift die offizielle Bezeichnung Gesunde Gemeinde.

### Verkehr
- Bus: Öffentliche Verkehrsmittel sind Busse der ÖBB, mit Verbindung nach Steyr, Waidhofen an der Ybbs und Großraming.

### Öffentliche Einrichtungen
In der Gemeinde Maria Neustift sind vier Feuerwehren (Freiwillige Feuerwehr Maria Neustift, Freiwillige Feuerwehr Sulzbach, Freiwillige Feuerwehr Moosgraben, Freiwillige Feuerwehr Hofberg) tätig, die zum Schutz der Bevölkerung geographisch optimal aufgeteilt sind.

### Bildung
- Kindergarten
- Volksschule
- Landesmusikschule Maria Neustift

### Sport
Mountainbiken, Radfahren, Beachvolleyball, Tennis, Asphalt- und Eisstockschießen, Schifahren am eigenen Skigebiet Glasenberg, Langlaufen, Rodeln, zahlreiche Wanderwege (u. a. liegt Maria Neustift am Voralpen-Weitwanderweg 04 sowie am oberösterreichischen Mariazeller Weg 06)

### Regelmäßige Veranstaltungen
- Neustifter Kirtag
- Maria Neustifter Ortslauf
- Adventwanderung auf den Freithofberg

### Vereine
- Bauernbund
- Fischerverein Sulzbach
- Goldhauben- und Kopftuchträgerinnen
- Imkerverein
- Jagdgesellschaft
- Katholische Frauenbewegung
- Katholische Männerbewegung
- Katholisches Bildungswerk
- Landjugend
- Männerchor
- Musikverein Maria Neustift
- Musikverein Sulzbach
- Neustifter Plattlerbuam
- Pensionistenverband
- Seniorenbund
- Siedlerverein
- Singgemeinschaft
- Sparverein „Lustige Eicht“
- Sportunion
- Theatergruppe
- Volkstanzgruppe
- YOUNGTIMERCLUB Ramingtal

## Politik
Der Gemeinderat hat 19 Mitglieder.
- Mit den Gemeinderats- und Bürgermeisterwahlen in Oberösterreich 2003 hatte der Gemeinderat folgende Verteilung: 13 ÖVP, 5 Sonstige und 1 FPÖ.[6]
- Mit den Gemeinderats- und Bürgermeisterwahlen in Oberösterreich 2009 hatte der Gemeinderat folgende Verteilung: 15 ÖVP, 2 FPÖ und 2 SPneu.[7]
- Mit den Gemeinderats- und Bürgermeisterwahlen in Oberösterreich 2015 hatte der Gemeinderat folgende Verteilung: 13 ÖVP, 3 FPÖ und 3 SPÖ.[8]
- Mit den Gemeinderats- und Bürgermeisterwahlen in Oberösterreich 2021 hat der Gemeinderat folgende Verteilung: 13 ÖVP, 5 MFG und 1 FPÖ.[9][10]

### Bürgermeister
Bürgermeister von Neustift (Weyer) waren:
- 1850–1855 Franz Wappensberger
- 1855–1861 Gottlieb Dörfler
- 1861–1870 Thomas Dörfler
- 1870–1873 Franz Göll
- 1873–1879 Thomas Derfler
- 1879–1882 Michael Vorderderfler
- 1882–1888 Franz Zöttl
- 1888–1894 Michael Vorderderfler
- 1894–1907 Dominik Derfler
- 1907–1909 Josef Stubauer
- 1909–1912 Ferdinand Stubauer
- 1912–1919 Johann Ahrer
- ab 1919 Pius Gansberger

Bürgermeister von Maria Neustift waren:
- 1933–1936 Engelbert Auer
- 1936–1937 Karl Springer
- 1937–1945 Johann Mayr
- 1945–1961 Engelbert Auer
- 1961–1979 Jakob Infanger
- 1979–1991 Johann Siebermair (ÖVP)
- 1991–2008 Franz Sattler (ÖVP)
- seit 2008 Martin Haider (ÖVP)

### Wappen
| | Blasonierung: „Erniedrigt geteilt; oben in Grün ein silberner Adler, unten in Gold der blaue Unzialbuchstabe M, besteckt mit einem Kreuz.“ |
| Wappenbegründung: Der Adler, hier in den Farben der Herrschaft Steyr [Anm.: d. i. der Steirische Panther], steht als Wappentier für König Rudolf von Habsburg, der im Jahre 1280 die aus der Rodungszeit des 12. und 13. Jahrhunderts stammenden Vorrechte der „befreiten Ämter“ Neustift und Pfriemreith bestätigte. Das mit dem Kreuz Christi versehene M symbolisiert den bedeutenden, heute noch gut besuchten Wallfahrtsort „Maria, Heil der Kranken“, auch „Maria Schnee“ genannt. Das Wappen wurde am 13. August 1973 verliehen (LGBl. Nr. 63/1973). Die Gemeindefarben sind Grün-Gelb-Blau. | |

### Gemeindepartnerschaften
Seit September 2016 besteht eine Partnerschaft mit der bayerischen Marktgemeinde Hutthurm.

## Persönlichkeiten

### Ehrenbürger der Gemeinde
- Franz Sattler

### Söhne und Töchter der Gemeinde
- Regina Aspalter (* 1974), Abgeordnete im Oberösterreichischen Landtag